# Laura Linney
Laura Leggett Linney (New York, 5 februari 1964) is een Amerikaans film-, televisie en toneelactrice. Ze werd zowel in 2001 (voor You Can Count on Me), 2005 (voor Kinsey) als 2008 (voor The Savages) genomineerd voor een Academy Award. Meer dan 25 andere filmprijzen werden haar daadwerkelijk toegekend, waaronder drie Emmy Awards en een Golden Globe.
Linneys vader Romulus Linney is Broadway-schrijver en haar moeder Ann Leggett Perse is verpleegster in een ziekenhuis. Linney heeft een halfzuster genaamd Susan, geboren uit haar vaders tweede huwelijk.
Linney was van 1995 tot 2000 getrouwd met David Adkins. In 2009 trouwde ze met Marc Schauer. Ze beviel in 2014 op 49-jarige leeftijd van een zoon.
Voor haar televisiewerk kreeg Linney in 2022 een ster op de Hollywood Walk of Fame.

## Trivia
- Linney speelde in zowel A Simple Twist of Fate, P.S. als Jindabyne de echtgenote van een personage gespeeld door Gabriel Byrne.

## Prijzen (selectie)
- Golden Globe
  - 2009: John Adams: beste actrice in een miniserie gemaakt voor televisie
  - 2011: The Big C: beste actrice in een komische serie of musical

## Nominaties (selectie)
- Oscar voor beste vrouwelijke hoofdrol
  - 2001: You Can Count on Me
  - 2008: The Savages
- Oscar voor beste vrouwelijke bijrol
  - 2005: Kinsey
- Golden Globe
  - 2001: You Can Count on Me: beste drama-actrice
  - 2005: Kinsey: beste vrouwelijke bijrol
  - 2006: The Squid and the Whale: beste actrice in musical of komedie
- BAFTA voor beste vrouwelijke bijrol 
  - 2004: Mystic River